# Аль-Кисаи
Абу́-ль-Ха́сан Али́ ибн Ха́мза аль-Киса́и аль-Куфи (араб. أبو الحسن علي بن حمزة الكسائي‎, 737, Эль-Куфа — 805, Рей) — учёный персидского происхождения, знаток арабского языка и грамматики из Куфы, один из семи знаменитых чтецов (кари) Корана, считается одним из создателей куфийской школы арабской грамматики.

## Биография
Его полное имя: Абу-ль-Хасан Али ибн Хамза ибн Абдуллах ибн Бахман ибн Файруз аль-Кисаи аль-Куфи. Родился в 737 году в одном из селений возле эль-Куфы (совр. Ирак). По происхождению: перс, был вольноотпущенником (мавла) арабского племени бану асад ибн хузайма. Обучался грамматике в Куфе, затем кочевал с бедуинами, жил в Багдаде. Был фаворитом Аббасидского халифа Харуна ар-Рашида. По преданию, аль-Кисаи заплатил басрийцу Ахфашу Среднему 50 динаров, чтобы он в тайне прочитал ему «Книгу» Сибавейхи.
Согласно Абу Амра ад-Дани («ат-Тайсир»), аль-Кисаи умер по пути в Хорасан вместе с халифом Харуном ар-Рашидом в возрасте 70 лет (805 год) в селении Ранбувие (или Ранбуя, араб. رَنْبُويَه‎) близ города Рей (совр. Иран). Насчёт даты его смерти существуют большие разногласия. Ибн аль-Асир считал наиболее точной датой 189 год хиджры (805 год).
Аль-Кисаи был воспитателем сначала Харуна ар-Рашида, а затем и его сыновей аль-Амина и аль-Мамуна.